# Любимівська сільська рада (Вільнянський район)
| Любимівська сільська рада — орган місцевого самоврядування в центрі Вільнянського району Запорізької області з адміністративним центром у с. Любимівка. Водоймища на території, підпорядкованій даній раді: р. Вільнянка. |

## Населені пункти
Сільській раді підпорядковані населені пункти:
- с. Любимівка
- с. Веселотернувате
- с. Вишняки
- с. Вільнянка
- с. Гарасівка
- с. Грізне
- с. Дерезівка
- с. Новотроїцьке
- с. Петрівське
- с. Скелювате
- с. Новоукраїнка — зникло в середині ХХ ст.[1]

## Склад ради
Рада складається з 16 депутатів та голови.

### Керівний склад ради
| ПІБ                     | Основні відомості                                                         | Дата обрання | Дата звільнення |
| ----------------------- | ------------------------------------------------------------------------- | ------------ | --------------- |
| Марчук Галина Семенівна | Сільський голова, 1956 року народження, освіта, член Партії регіонів      | 26.03.2006   | 31.10.2010      |
| Марчук Галина Семенівна | Сільський голова, 1956 року народження, освіта вища, член Партії регіонів | 31.10.2010   |                 |

Примітка: таблиця складена за даними джерела